# Serie 1960 de CP
La Serie 1960, también conocida como Bombardeiras, en alusión a su origen, es un tipo de locomotora al servicio de la operadora ferroviaria portuguesa CP Carga.

## Historia
Adquiridas en la década de 1970 por la compañía de los Caminhos de Ferro Portugueses, predecesora de la actual operadora Comboios de Portugal, entraron en servicio, para remolcar composiciones de pasajeros y mercancías, en el año 1979; eran, en este momento, las locomotoras más potentes de la empresa. A pesar de que su mantenimiento fue efectuado en las instalaciones del Grupo Oficinal del Barreiro, su área de operación se ciñe, principalmente, en las regiones Centro y Norte del país, como los servicios de mercancías a lo largo de la Línea del Oeste hasta Lisboa, la composición internacional, con vagones de la operadora Red Nacional de Ferrocarriles Españoles, hasta la Pampilhosa, o el transporte de automóviles de Setúbal a Vilar Formoso. En términos de transporte de pasajeros, se aseguró, entre otras conexiones, los servicios Regionales entre Vilar Formoso y Guarda.
La locomotora titular de la serie, que ostentaba el número 1961, fue destruida, en 1985, en el Desastre Ferroviario de Moimenta-Alcafache.
Debido al elevado consumo de combustible, su potencia fue reducida, permaneciendo aun así, entre las locomotoras de tracción a gasóleo en Portugal. Fueron todas transferidas a la gestión de CP Carga.
Con los años, y su creciente falta de fiabilidad, a la par de la creciente expansión de la red ferroviaria electrificada, algunas de estas locomotoras fueron "retiradas" de la flota, permaneciendo en reserva en Contumil, en Oporto. Actualmente sus servicios quedan confinados a las líneas del Duero y del Miño, aunque también es fácil verlas en la estación de las Devesas, en Gaia.

## Características

### Ficha técnica
- Servicios: CP Carga (También hizo servicios de pasajeros)
- Partes Mecánicas (fabricante): Bombardier
- Año de Entrada en Servicio: 1979
- Numeración UIC de la Serie: 9 0 94 1 221961 a 1973
- Nº de Unidades Construidas: 13
- Velocidad Máxima: 120 km/h
- Largo (entre topes): 19,895 m
- Motores de Tracción (fabricante): Bombardier
- Potencia (ruedas): 2250/1950 cv
- Ancho de Vía: 1668 mm
- Disposición de ejes: Co' Co'
- Transmisión (fabricante): GE - Canadá
- Transmisión (tipo): Eléctrica
- Freno (fabricante): KNORR - BREMSE
- Tipo da locomotora (constructor): MXS-627
- Diámetro de ruedas (nuevas): 1016 mm
- Número de cabinas de conducción: 2
- Freno neumático: Vacío "Dual"
- Areneros (número): 8
- Sistema de hombre muerto: SIFA DEUTA
- Comando en unidades múltiples: Hasta 4
- Lubrificadores de verdugos (fabricante): Voget
- Registrador de velocidad (fabricante): Hasler
- Esfuerzo de tracción:
  - En arranque: 45000 kg
  - En reg. cont.: 28200 kg
  - Velocidad correspondiente al régimen continuo: 18,75 km/h
  - Esfuerzo de tracción a velocidad máxima: 5500 kg
- Pesos (vacío) (T):
  - Motor diésel: 19,00
  - Generador principal: 5,320
  - Motor de tracción: 6 x 3,160
  - Bogies completos: 2 x 25,28
- Pesos (aprovisionamentos) (T):
  - Combustible: 3,400
  - Aceite del diésel: 0,810
  - Agua de refrigeración: 1,500
  - Arena: 0,600
  - Personal y herramientas: 0,200
  - Total: 6,510
- Pesos (total) (T):
  - Peso en vacío: 114,5
  - Peso en marcha: 121,0
  - Peso máximo: 121,0
- Motor diésel de tracción:
  - Cantidad: 1
  - Tipo: 251/Y
  - Número de tiempos: 4
  - Disposición y número de cilindros: v 16
  - Diámetro y curso: 228,6 x 266,7 mm
  - Cilindrada total: 175 l
  - Sobrealimentación: Si
  - Potencia nominal (U. I. C. 623): 3042 cv
  - Velocidad nominal: 1050 rpm
  - Potencia de utilización: 3042 cv
- Transmisión de movimiento:
  - Tipo: 1 - alternador GTA - 17 PC 1; 6 - motores de tracción CGE - 785 PA 1
  - Características esenciales: Suspensión por el morro; ventilación forzada; relación de engranajes: 81:22
- Equipamiento de aporte eléctrico:
  - Constructor: AEG
  - Características esenciales: 1500 v; 50 Hz; 420 KVA; 443 cv

## Lista de material y condiciones en que se encuentran
- 1961: desmontada después de la colisión con la 1439 en Alcafache el 11 de septiembre de 1985
- 1962: pertenece a CP-Carga
- 1963: pertenece a CP-Carga
- 1964: reserva estratégica CP Flota; aguarda decisión después de ser estacionada en Gaia
- 1965: retirada del servicio comercial; para venta
- 1966: retirada del servicio comercial; para venta
- 1967: retirada del servicio comercial; para venta
- 1968: retirada del servicio comercial; para venta
- 1969: pertenece a CP-Carga
- 1970: pertenece a CP-Carga
- 1971: pertenece a CP-Carga
- 1972: reserva estratégica CP Flota
- 1973: pertenece a CP-Carga